# 薩爾托洛山脈

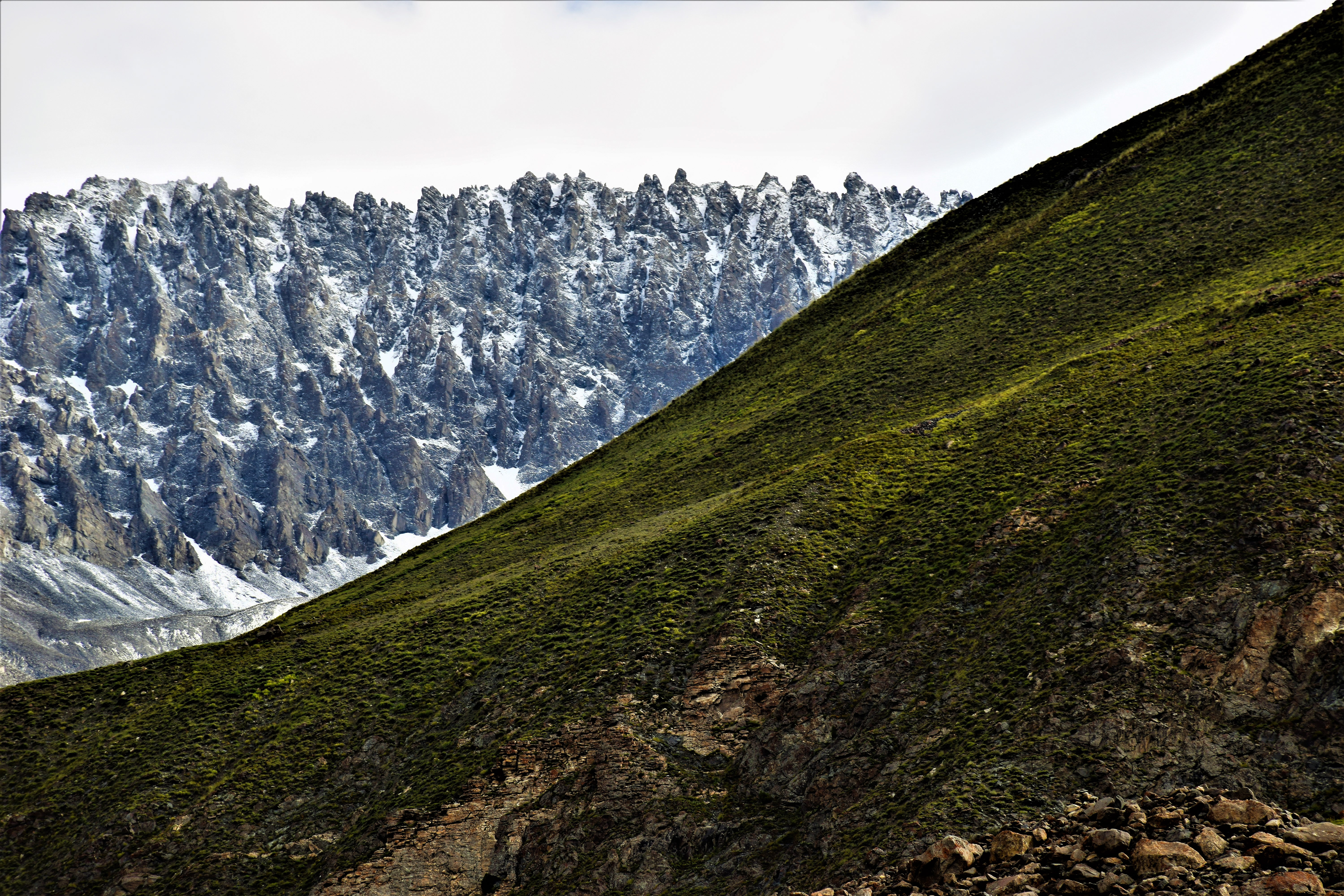
薩爾托洛山脈

薩爾托洛山脈是南亞的山脈，橫貫印度查謨－克什米爾邦和巴基斯坦吉爾吉特－巴爾蒂斯坦，屬於喀喇崑崙山脈的一部分，最高點是海拔高度7,742米的薩爾托洛崗日峰。